# Oskolkovo (Territorio dell'Altaj)
Oskolkovo (in lingua russa Осколково) è un centro abitato del Territorio dell'Altaj, situato nell'Alejskij rajon.